# Área de Promoción El Triángulo
El Triángulo (Previamente Área de promoción El Triángulo y Ex Barrio San Eduardo) es una localidad del partido de Malvinas Argentinas, provincia de Buenos Aires, Argentina, en el centro-norte del Gran Buenos Aires. Anteriormente perteneciente a la localidad de Grand Bourg, bajo el nombre de Barrio San Eduardo, lo cual todavía puede verse en las placas de algunas calles.

## Geografía

### Sismicidad
La región responde a la «subfalla del río Paraná», y a la «subfalla del río de la Plata», con sismicidad baja; y su última expresión se produjo el 5 de junio de 1888 (136 años) de silencio sísmico), a las 3.20 UTC-3, con una magnitud probable, de 5,0 en la escala de Richter (terremoto del Río de la Plata de 1888).
La Defensa Civil municipal debe advertir sobre escuchar y obedecer.
Área de
- Tormentas severas periódicas
- Baja sismicidad, con silencio sísmico de 136 años

### Población
Cuenta con 2,594 habitantes (Indec, 2001).